# Мешко II Опольский
Мешко II Опольский (пол. Mieszko II opolski; (около 1220 – 18/22 октября 1246) — князь Опольско-ратиборский (1230—1246) и Калишский (1234—1239), старший сын князя  Опольско-ратиборского Казимира I Опольского и Виолы Болгарской. Представитель династии Силезских Пястов.

## Биография
Ко времени смерти своего отца в 1230 году Мешко II и его младший брат Владислав были еще несовершеннолетними, поэтому управление Опольско-ратиборским княжеством взяли на себя их мать и Генрих I Бородатый, князь Вроцлавский. Продолжая линию своего покойного мужа, вдовствующая княгиня Виола проводила политику тесного сотрудничества с церковью. В 1233 году, вероятно, с согласия князя Вроцлавского, папа Григорий IX издал Буллу, согласно которой молодые князья были изъяты из-под опеки матери и переданы под опеку архиепископу Гнезно и епископам Вроцлава и Оломоуца. Год спустя, в 1234 году, чтобы успокоить восстание, вызванное этим решением, Генрих I Бородатый передал сыновьям Казимира I Калиш и Велунь, но взял под полный контроль Ополе-Рацибуж, не отрицая при этом наследственных прав молодых князей.
В 1238 году в статусе князя-принцепса Польши умер Генрих I Бородатый, и ему наследовал его сын Генрих II Набожный, который также принял регентство над Ополе-Рацибожем. Вскоре после этого достигший совершеннолетия Мешко II Опольский начал претендовать на власть в отцовском княжестве, и Генрих II был вынужден согласиться с этим. Точно неизвестно, когда Мешко II принял власть над Ополе-Рацибужем, но, вероятно, это было в конце 1238 или начале 1239 года (более вероятно). Приблизительно в это же время Мешко II женился на Юдите Мазовецкой, дочери князя Конрада I Мазовецкого, политического противника его троюродного брата Генриха II Набожного. Мать Мешко II Виола и брат Владислав остались править в Калише.
Мирное правление князя Мешко II было прервано монгольским нашествием в начале 1241 года. В отличие от бежавшего в Венгрию князя сандомирского Болеслава V Стыдливого, Мешко II не собирался отдавать свое княжество на милость врагу и попытался дать отпор. Обстоятельства первой стычки с монголами были для него благоприятны: в марте 1241 года во время переправы монгольского войска через реку Одер у Рацибужа Мешко II напал на них и существенно затруднил их продвижение, что дало князю-принцепсу Генриху II больше времени для организации обороны. Однако в знаменитой битве при Легнице 9 апреля 1241 года Мешко II досталась печально известная роль антигероя: в решающий момент битвы монголы начали кричать по-польски «спасайся», Мешко дрогнул и приказал своим воинам отступать. Вслед за ним побежали и остальные. Это стало одной из главных причин полного поражения христианских войск, а князь-принцепс Генрих II Набожный пал в этом сражении.
Уже в мае 1241 года Мешко II начал восстановление опустошенных монгольским вторжением территорий. В 1241 году его младший брат Владислав был объявлен совершеннолетним и способным править самостоятельно. Опольско-ратиборское княжество избежало обычного в таком случае разделения, поскольку Владислав был удовлетворен самостоятельным правлением в Калише. Впрочем, власти Владислава стал угрожать князь великопольский Пшемысл I, который хотел вернуть великопольские земли, отобранные в 1234 году Генрихом I Бородатым у его отца Владислава Одонича. Дальнейшие усилия братьев не увенчались успехом, и в 1244 году Владислав был вынужден уйти из Калиша, оставив за собой только Велюнь, и то только до 1249 года.
В 1243 году Мешко II поддержал своего тестя Конрада I Мазовецкого в борьбе за краковский трон. Мазовецко-опольское войско 25 мая 1243 года было разбито под Суходолом краковской армией при поддержке венгров, в результате чего трон князя-принцепса достался Болеславу V Стыдливому. Более успешным их сотрудничество оказалось три года спустя, когда Мешко II завладел крепостью Лелув, но последовавшая вскоре за этим его внезапная смерть помешала присоединению этой территории к Опольско-ратиборскому княжеству.
Во внутренней политике Мешко II пытался (без особого успеха) продолжить политику своего отца в распространении немецких поселений. Князь уделял особое внимание сотрудничеству с Тевтонским орденом,который приобрел в Верхней Силезии дорогостоящую недвижимость. С другой стороны, Мешко II не оказывал никакой поддержки основанному его отцом монастырю Чарновоси близ Ополе, так как он заранее выбрал местом своего захоронения монастырь доминиканцев в Рацибоже.
Мешко II, который не отличался крепким здоровьем, умер всего в двадцать шесть лет 18 или 22 октября 1246 года, не оставив потомства. В своем завещании он оставил все свои земли брату Владиславу, за исключением города Цешин с окрестностями, который был передан их матери Виоле в качестве вдовьего удела.

## Семья
С 1239 года Мешко Опольский был женат на Юдите Мазовецкой (1222/1227―1257/1263), дочери князя Конрада I Мазовецкого. Детей в этом браке не было.